# Schleswig-Holstein (Schiff, 1908)
Das Linienschiff Schleswig-Holstein war das fünfte und letzte Schiff der Deutschland-Klasse der Kaiserlichen Marine. Es lief am 17. Dezember 1906 auf der Germaniawerft in Kiel vom Stapel. Am 6. Juli 1908 wurde es in Dienst gestellt und dem II. Geschwader zugeordnet, das auch an der Skagerrakschlacht teilnahm. Das veraltete Linienschiff wurde nach dem Ersten Weltkrieg dem Deutschen Reich belassen und diente in der Reichsmarine und später in der Kriegsmarine von 1926 bis 1936 als Flottenflaggschiff und danach als Kadettenschulschiff.
Die von ihr am 1. September 1939 vom Hafenkanal in Danzig begonnene Beschießung der Westerplatte gilt als der Beginn des Zweiten Weltkrieges.

## Konstruktionsmerkmale
Das Schiff ähnelte noch stark der vorhergehenden Braunschweig-Klasse. Mit einer Maximalverdrängung von etwas über 14.000 t war sie kleiner als zeitgenössische Schiffe anderer Seemächte.
Als Hauptbewaffnung führte sie vier 28,0-cm-Geschütze in zwei Zwillingstürmen in der damals üblichen Aufstellung vorn und achtern. Im Gegensatz zu den Linienschiffen anderer Nationen wurde bei der Deutschland-Klasse kein halbschweres Zwischenkaliber eingeführt, man blieb bei der einheitlichen Mittelartillerie vom Kaliber 17 cm. Die 14 Geschütze waren alle in Kasematten aufgestellt. 20 8,8-cm-Geschütze zur Abwehr von Torpedobooten und sechs Unterwasser-Torpedorohre (eines im Bug, eines im Heck und je zwei in der Breitseite) vervollständigten die Bewaffnung.
Die Panzerung war gegenüber der Braunschweig-Klasse etwas verstärkt.
Als Antrieb dienten drei Verbunddampfmaschinen mit dreifacher Dampfdehnung, die von zwölf kohlegefeuerten Dampfkesseln gespeist wurden. 1915 erhielten die Kessel eine Ölzusatzfeuerung.

## Friedenszeit
Der am 17. Dezember 1906 unter der Aufsicht von August Müller stattfindende Stapellauf des Vermehrungsbaues „Linienschiff Q“, Baunummer 113, war ein gesellschaftliches Großereignis auf der Kieler Germaniawerft, weil die Schleswig-Holstein von der aus dem Hause Schleswig-Holstein stammenden Kaiserin Auguste Victoria getauft wurde und ihr Bruder Ernst Günther die Taufrede hielt. Anwesend waren nicht nur der Kaiser, sondern auch Admiral Alfred Tirpitz und der Inhaber der Firma Krupp, zu deren Firmengruppe die Germaniawerft gehörte, Gustav Krupp von Bohlen und Halbach mit seiner Ehefrau Bertha.
Als das Schiff am 6. Juli 1908 in den Dienst kam, waren die nach dem Flottengesetz geforderten zwei Linienschiffsgeschwader erstmals aufgefüllt. Das letzte deutsche Einheitslinienschiff demonstrierte aber auch, dass der Bestand veraltet war, da die britische Dreadnought bereits seit 18 Monaten im Dienst war und sich mit der Nassau-Klasse auch für die Kaiserliche Marine ähnliche Schiffe im Bau befanden.
Das Schiff trat am 21. September 1908 zum II. Geschwader und nahm im Juli 1909 an der zweiten Flottenreise in den Atlantik teil und besuchte vom 18. bis 26. Juli Ferrol. Im März 1910 stellte die Schleswig-Holstein einen neuen Rekord in der Übernahme von Kohlen für die Kaiserliche Marine auf, als sie 700 Tonnen in 85 Minuten mit einer Durchschnittsleistung von 493,8 t/h übernahm. Sie nahm bis 1914 an allen Manövern und den Flottenreisen teil und besuchte so Norwegen in den Jahren 1910, 1911, 1913 und 1914. 1912 fiel die Flottenreise wegen der Marokkokrise aus, die letzte Flottenreise endete (verkürzt) unmittelbar vor der Mobilmachung. Das noch nach Kiel zurückgekehrte II. Geschwader verlegte bei der Mobilmachung durch den Kaiser-Wilhelm-Kanal in die Elbemündung.
Unter den Seeleuten wurde das Schiff liebevoll als „Sophie X“ bezeichnet.

## Erster Weltkrieg
Das in der Elbemündung liegende Geschwader wurde beim ersten Seegefecht bei Helgoland zu spät alarmiert, um eingreifen zu können. Ein im November geplanter, eigenständiger Einsatz des Geschwaders in der Ostsee gegen Libau wurde auf der Höhe von Bornholm „wegen U-Boot-Gefahr“ vom Kaiser untersagt.
Das Geschwader gehörte zu den Deckungskräften bei den verschiedenen Flottenunternehmungen, so am 15./16. Dezember 1914, am 21./22. April (Gefecht auf der Doggerbank), am 11./12. September 1915, am 5. bis 7. März und am 24./25. April 1916. Bei allen Vorstößen hatte das II. Geschwader keinen Gefechtskontakt.
Im April 1916 wurden auf der Schleswig-Holstein auch zwei 8,8-cm-Flugabwehrgeschütze installiert. Der Einsatz des Geschwaders bei der Hochseeflotte erschien dem Flottenchef nicht mehr sinnvoll wegen der geringen Geschwindigkeit und des geringen Schutzes der Schiffe. Am 18. März war die Lothringen als erstes Schiff des Geschwaders außer Dienst gestellt worden, um für die „Sundbewachung“ unter Ausbau der schweren Artillerie umgebaut zu werden. Für diese Aufgabe stellte das Geschwader seitdem regelmäßig ein Schiff ab.
In der Skagerrakschlacht am 31. Mai 1916 wurde nach anfänglichen Bedenken das II. Geschwader nach Drängen seines Kommandeurs Franz Mauve doch zum Vorstoß der Hochseeflotte herangezogen. Es verließ um 1:45 Uhr die Elbmündung und nahm um 4:45 Uhr den Platz hinter den Großlinienschiffen ein. Die sechs Schiffe des Geschwaders (Deutschland, Pommern, Schlesien, Hannover, Hessen und Schleswig-Holstein) waren die einzigen Einheitslinienschiffe auf beiden Seiten. Die Schiffe hatten Mühe, die Geschwindigkeit des Verbandes der Hochseeflotte zu halten, und waren bei Gefechtsbeginn zurückgefallen. Die von Reinhard Scheer befohlene erste Gefechtskehrtwende, bei der alle Schiffe fast gleichzeitig um 180° wendeten, sollte auch sicherstellen, dass die alten Schiffe nicht zurückblieben. Tatsächlich gerieten sie dann im weiteren Verlauf der Schlacht mehr in die Mitte der deutschen Schlachtreihe. Die Schleswig-Holstein war anfangs eines der letzten Schiffe in der Kiellinie der Schlachtflotte und bekam nur gelegentlich Berührung mit britischen Einheiten. Gegen 21:25 Uhr geriet das Geschwader unter Beschuss der britischen Schlachtkreuzer, ohne seinerseits den Gegner zu sichten. Nur Hessen, Hannover und Deutschland haben mit 20, 8 und 4 Schuss das Feuer beantwortet. Die Schleswig-Holstein, die selbst nicht schoss, erhielt einen schweren Treffer einer 34,3-cm-Granate von der Princess Royal oder einer 30,5-cm-Granate von der New Zealand in die sechste 17-cm-Kasematte auf der Backbordseite. Dabei wurden drei Mann getötet und weitere acht verwundet. Ab 0:50 Uhr gerieten Schlesien und Schleswig-Holstein als letzte Schiffe noch weiter achteraus, da sie dem torpedierten Kleinen Kreuzer Rostock ausweichen mussten. In den Morgenstunden erfolgten Angriffe britischer Zerstörer, die das weiter vorn fahrende Schwesterschiff Pommern mit Torpedos versenkten, die mit ihrer gesamten Besatzung von 839 Mann verlorenging. Die Schleswig-Holstein verfeuerte nach 4 Uhr 20 Schuss der Mittelartillerie auf vier erkannte Zerstörer und traf einen mehrfach. Ihre schwere Artillerie kam vor allem mangels erkennbarer Ziele überhaupt nicht zum Einsatz.
Nach der Schlacht wurden die Schleswig-Holstein und ihre Schwestern nur noch zu nachgeordneten Aufgaben herangezogen, sie sicherten weiterhin die Elbmündung und stellten eine Einheit regelmäßig in die Ostsee zur Sundsicherung (Preußen während der Skagerrakschlacht) ab. Anfang Mai 1917 wurde die Schleswig-Holstein dann außer Dienst gestellt und desarmiert.
Sie wurde als Wohnschiff von der V. U-Boot-Flottille in Bremerhaven genutzt und 1918 nach Kiel verlegt.

## Zwischenkriegsjahre
Da das Schiff als Einheitslinienschiff längst veraltet war, wurde es als eines von wenigen größeren Schiffen nach dem Ersten Weltkrieg dem Deutschen Reich belassen und in die Reichsmarine und später in die Kriegsmarine übernommen. In den Jahren 1925 und 1926 wurde die Schleswig-Holstein für den Einsatz in der Reichsmarine modernisiert. Dabei wurde der vordere massive Turmmast mit seinen Gefechtsmarsen ausgebaut und durch einen schlanken Röhrenmast mit modernen Entfernungsmessgeräten und Artillerieleiteinrichtungen ersetzt.

### Flottenflaggschiff

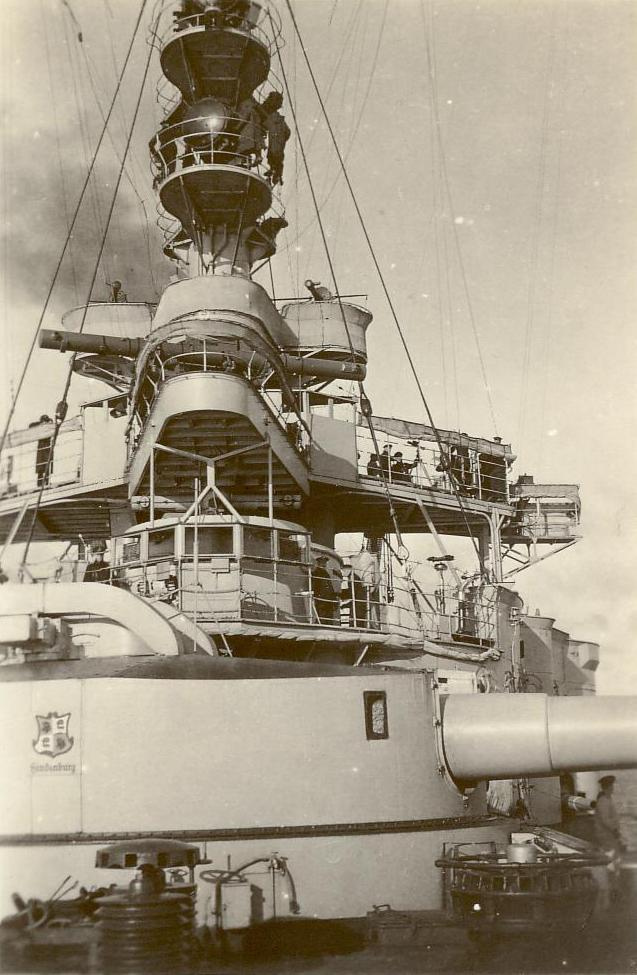
Kommandobrücke (1929)

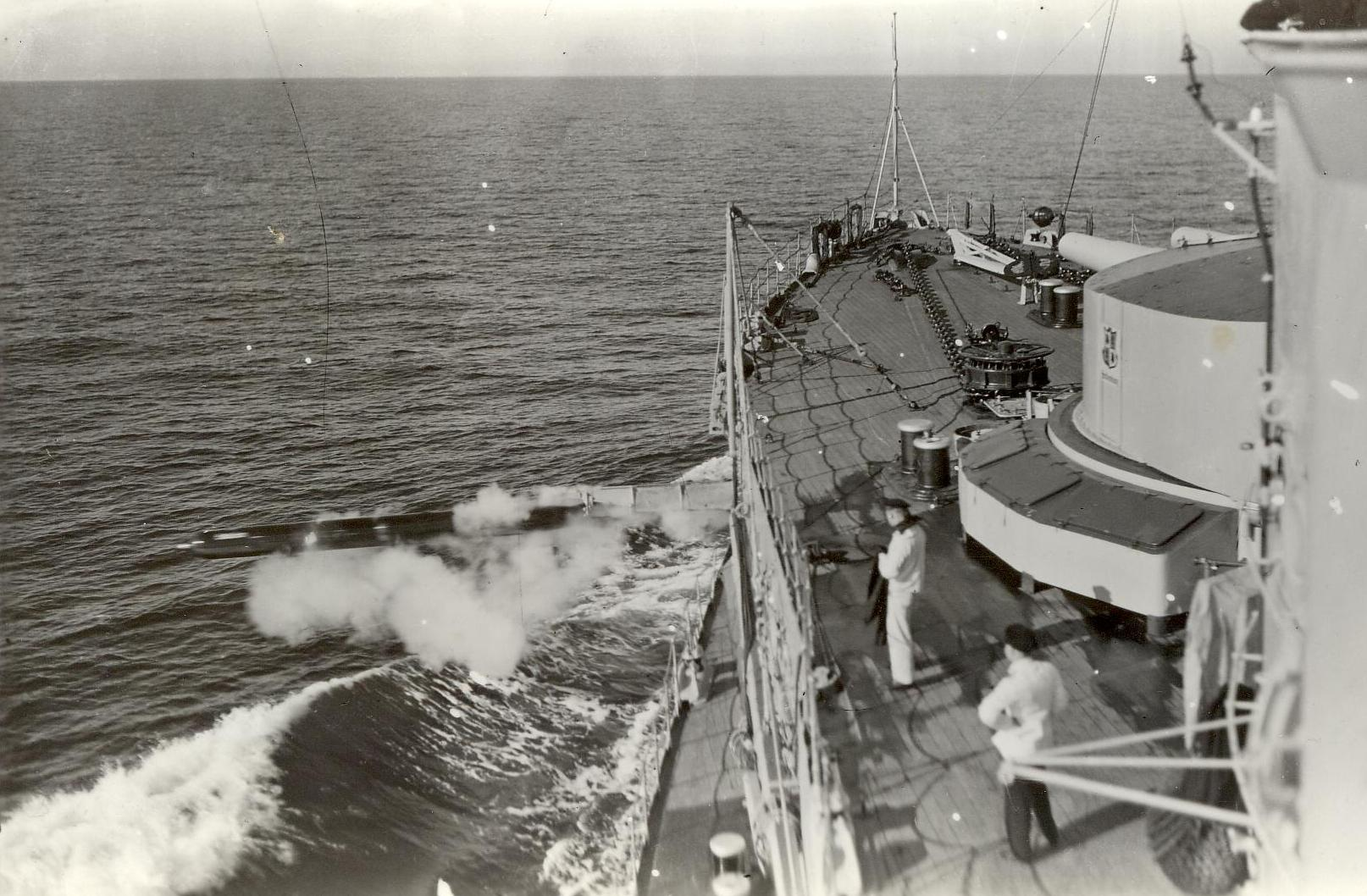
Torpedoabschuss (1929)

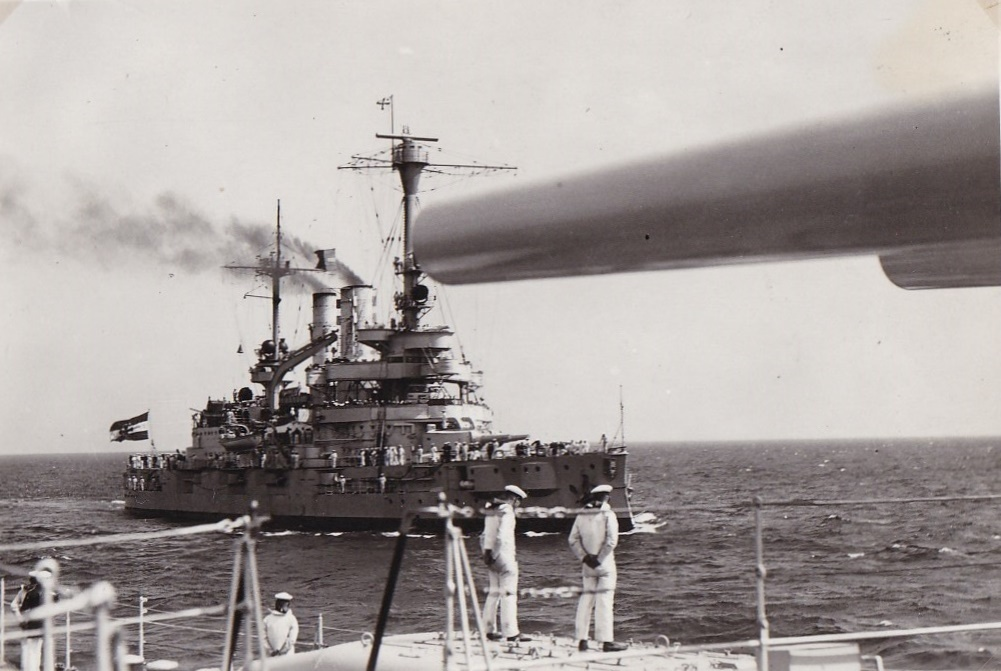
Flaggschiff mit Kommandoflagge (1934)

Am 1. Februar 1926 wurde sie als Flottenflaggschiff der Reichsmarine wieder in Dienst gestellt. Am 14. Mai 1926 verließ sie mit allen großen Schiffen des Flottenkommandos Wilhelmshaven zu einer bis zum 17. Juni dauernden „Atlantik- und Spanienreise“. Neben ihr nahmen das Linienschiff Hannover und der Kreuzer Amazone der Nordseestation, sowie die Linienschiffe Elsass und Hessen und der Kreuzer Nymphe der Ostseestation an der Reise teil. Die Schleswig-Holstein besuchte vom 22. bis zum 30. Mai Palma de Mallorca mit Hessen und Amazone, vom 1. bis zum 6. Juni Barcelona mit Elsass und vom 12. bis zum 14. Juni Vigo, wo vom gesamten Geschwader Kohlen für den Rückmarsch übernommen wurden. Es war die erste große Reise eines Verbandes der Reichsmarine. 1927 folgte eine weitere Reise im Verband Elsass und Hessen, den Kreuzern Amazone, Nymphe und Berlin vom 29. März über Ferrol (2. bis 7. April) nach Porto da Praia, Kap Verden, (16. bis 24.), Santa Cruz de Tenerife (26. April bis 2. Mai), La Luz bei Las Palmas (2. bis 9.), Funchal, Madeira (10. bis 12.), Horta, Fayal (17. bis 20.), Angra do Heroísmo, Tercaira (21. bis 23.) und Ponta Delgada, Sao Miguel (23. bis 30. Mai). Von dort lief der Gesamtverband mit einem Aufenthalt vom 4. bis 10. Juni in Lissabon und einer Parade vor dem portugiesischen Staatspräsidenten bis zum 16. Juni 1927 nach Wilhelmshaven zurück.
1927/28 erfolgte ein erneuter Umbau. Die beiden vorderen der (ursprünglich drei) Schornsteine wurden zu einem zusammengefasst. Die Kommandoanlagen am vorderen Röhrenmast wurden erweitert, der jetzt auf einer Plattform den Artillerieleitstand mit einem optischen Entfernungsmesser trug. Die Flottenreise 1928 führte mit insgesamt vier Linienschiffen, zwei Kreuzern, einem Tender, vierzehn Torpedobooten und sechs Minensuchern nach Norwegen. Die Schleswig-Holstein lief die Häfen von Trondheim, Mundal und Fretheim an. Im Winter 1929 leistete auch das Flottenflaggschiff, wie viele andere Schiffe der Reichsmarine, Eisbrecherdienste in der westlichen Ostsee und wurde dabei durch einen Erzdampfer beschädigt. Die Flottenreise des Jahres ging nach Nordspanien mit insgesamt vier Linienschiffen, fünf neuen und vier alten Torpedobooten. Die Schleswig-Holstein lief die Häfen von A Pobra do Caramiñal an der Arosabucht und Portugalete bei Bilbao an. Im Spätsommer folgte noch eine Ostseereise mit der Hessen, achtzehn Torpedobooten, sechs Minensuchern und Tendern, auf der die beiden Linienschiffe mit fünf Torpedobooten Stockholm vom 30. August bis zum 5. September besuchten.
Die organisatorischen Veränderung der Reichsmarine zum 1. Januar 1930 bedeuteten für das Flottenflaggschiff Schleswig-Holstein Verlegung nach Kiel, wo jetzt die vier im Dienst befindlichen Linienschiffe (außer ihr Schlesien, Elsass und Hessen) unter einem „Befehlshaber der Linienschiffe“ vereinigt wurden, während der neue „Befehlshaber der Aufklärungsschiffe“ in Wilhelmshaven ab dem 15. Januar 1930 in Wilhelmshaven über zwei moderne Leichte Kreuzer verfügte. Vom 2. April bis zum 18. Juni wurde die Flottenreise nach Spanien und ins Mittelmeer mit vier Linienschiffen, einem Leichten Kreuzer und zehn Torpedobooten durchgeführt. Die Schleswig-Holstein besuchte mit allen Schiffen Vigo, mit der Hannover Valencia und mit der Hessen Palermo, wobei der Flottenchef, Vizeadmiral Oldekop, und der B.d.A., Konteradmiral Gladisch, vom italienischen König Viktor Emanuel III. in Catania empfangen wurden, sowie Syrakus. Mit Hannover und dem Torpedoboot Wolf lief sie Piräus an, zusammen mit Schlesien und Hessen Korfu und mit den drei anderen Linienschiffen dann noch Palma de Mallorca und Cádiz.
Im Sommer 1931 erfolgte die nächste Flottenreise wieder nach Norwegen. 1932 machte die Schleswig-Holstein mit der Hessen nur eine kurze Auslandsreise vom 6. bis zum 12. Juli nach Oslo, wo der Chef der Marineleitung, Admiral Erich Raeder vom norwegischen König Haakon VII. empfangen wurde. Die für 1933 geplante Auslandsreise nach Spanien fiel für die Flotte aus.
1934 gab es wieder eine Sommerreise nach Oslo und zum Hardangerfjord.
Am 2. Mai 1935 wurde die Schleswig-Holstein das erste Flottenflaggschiff der durch Umbenennung der Reichsmarine entstandenen Kriegsmarine. Am 19. August 1935 beobachteten Adolf Hitler, Werner von Blomberg, Hermann Göring und der Oberbefehlshaber der Kriegsmarine, Erich Raeder, von ihr das Flotten-Artillerieschießen. Am 22. September endete ihre Zeit als Flottenflaggschiff, und sie wurde nach Wilhelmshaven verlegt. Sie sollte mit ihrem bereits umgebauten Schwesterschiff Schlesien künftig als Kadettenschulschiff dienen.

### Kadettenschulschiff
In zwei Etappen erfolgte der Umbau. Zuerst wurden die Schwalbennester entfernt und Wohn- und Unterrichtsräume für die neue Aufgabe geschaffen. Dazu wurden die Bewaffnung, die Feuerleitanlagen, die Funkanlagen und die Navigationsmittel modernisiert. Diese Maßnahmen wurden bis zum 7. März 1936, dem Tag der Rheinlandbesetzung, abgeschlossen. Der Umbau der Kesselanlage für überwiegende Ölfeuerung (acht der zwölf Kessel) und der Einbau von zusätzlichen Treibstoffbunkern erfolgte erst im Mai 1936 nach dem Umbau zum Kadettenschulschiff. Mit 1.130 m³ Öl und 436 t Kohlen konnte sie nun 5.500 sm bei 12 Knoten Marschfahrt zurücklegen. Die Besatzung bestand jetzt aus 31 Offizieren, 563 Unteroffizieren und Mannschaften. Dazu kamen dann 175 Kadetten.
Am 21. September 1936 erhielt die Schleswig-Holstein ihre ersten Kadetten, mit denen sie am 12. Oktober ihre erste Ausbildungsreise zu den Kanaren mit Besuchen in Las Palmas de Gran Canaria und Santa Cruz de Tenerife, den Kap Verden mit Porto de Praia, Brasilien mit Besuchen in Pernambuco vom 25. November bis 4. Dezember und Para, Bridgetown vom 22. bis zum 28. Dezember, Puerto Cabello vom 31. Dezember bis zum 7. Januar 1937, Porto Columbia, weiteren Häfen in Mittelamerika und Westindien wie Puerto Limón, Cap-Haïtien und Havanna und dann über die Hamilton, Horta und Dún Laoghaire zurück, durchführen sollte. Am 22. April 1937 lag sie wieder an ihrem Liegeplatz in Wilhelmshaven und hatte eine Fahrstrecke von 14.712 Seemeilen zurückgelegt.
Im Juli 1937 führte sie eine kurze Reise nach Norwegen durch und startete am 13. Oktober 1937 zu ihrer zweiten großen Ausbildungsreise zusammen mit der Schlesien und dem Schulkreuzer Emden. Die Emden ließ die Linienschiffe zurück und lief durch das Mittelmeer nach Niederländisch-Indien. Auch die Linienschiffe trennten sich. Schlesien umrundete den südamerikanischen Kontinent, und die Schleswig-Holstein führte die Route diesmal rund um Afrika über Arrecife, Porto de Praia, Takoradi, Lagos, Luanda, Mossamedes (22. bis 18. Dezember) nach Kapstadt (4. bis 12. Januar 1938) und dann zurück über Port Elizabeth, Sansibar, Aden, Messina und Falmouth. Die Reise endete am 21. April 1938 nach einer Fahrstrecke von 17.200 Seemeilen.
Die dritte Ausbildungsreise begann am 29. Oktober 1938 in Kiel und führte zu den Kapverden, nach Westindien und über die Azoren zurück.

## Zweiter Weltkrieg

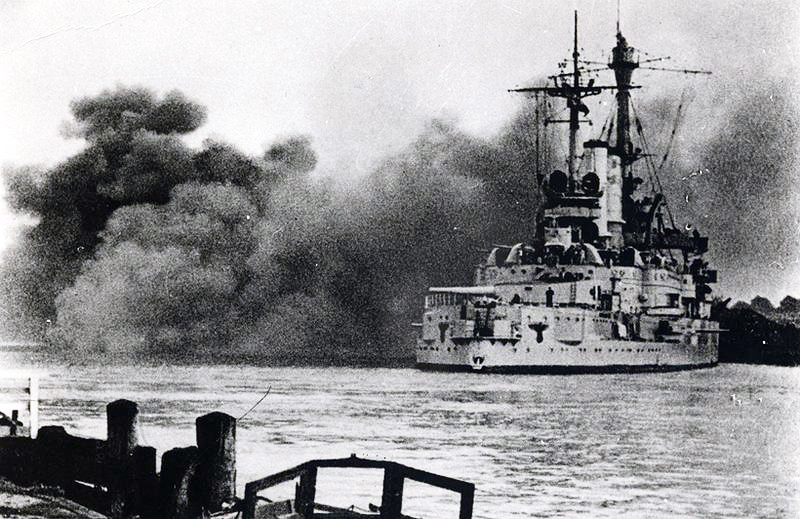
Die Schleswig-Holstein beschießt am 1. September 1939 die Westerplatte

Am 1. September 1939 um 04:47 Uhr eröffnete die Schleswig-Holstein, die sich offiziell ab dem 25. August zu einem Freundschaftsbesuch in der Danziger Bucht aufhielt, vom Hafenkanal aus das Feuer auf die polnische Stellung auf der Westerplatte, die zur Freien Stadt Danzig gehörte. Mit diesen Schüssen (Adolf Hitler: „Seit 5:45 Uhr wird jetzt zurückgeschossen!“) und dem Einmarsch deutscher Truppen in Polen begann der Zweite Weltkrieg in Europa. Außerdem wurde ein Marinestoßtrupp von 225 Mann durch die Schleswig-Holstein angelandet, um die Wachbesatzung des Munitionsdepots auf der Halbinsel niederzukämpfen, was aber nicht gelang. Erst am 7. September gelang es den Angreifern, die Stellungen zum Aufgeben zu zwingen, nachdem durch weiteren Beschuss und Stuka-Angriffe deren Wasserversorgung zerstört worden war.
Im Jahr 1940 nahm sie am Unternehmen Weserübung teil, bei dem sie mit anderen Marinestreitkräften die dänischen Hafenstädte Nyborg auf Fünen und Korsör auf Seeland besetzte, um dadurch die Verbindung zwischen den beiden dänischen Hauptinseln zu unterbrechen. Allerdings lief sie in der Nähe von Langeland auf Grund und kam erst nach über zehn Stunden frei, nachdem ihr Schwesterschiff Schlesien einen Teil ihrer Vorräte übernommen hatte.
Sie unternahm danach verschiedene kleinere Fahrten als Schulschiff und legte dabei zwischen 1941 und 1944 insgesamt zirka 6.000 Seemeilen zurück. In dieser Zeit wurde sie während der Wintermonate wegen ihres verstärkten Rammbugs als Hilfseisbrecher in der Ostsee eingesetzt. Vom 29. Oktober 1944 bis zum 18. Dezember 1944 wurden umfassende Umbaumaßnahmen im Zweigbetrieb Gotenhafen der Deutsche Werke Kiel AG vorgenommen, um das alte Linienschiff für künftige Dienste als Konvoi-Begleitschiff vorzubereiten. Dabei wurden unter anderem folgende Änderungen vorgenommen:
- neue Rohre 28 cm L/40[3]
- Überholung der Maschinenanlage
- neue elektrisch angetriebene Leckwasserpumpen
- neue FT-Umformer
- neue Turbo-E-Maschinen
- neue Kreiselkompassanlage
- z. T. neue Feuerleitgeräte
- neue 3-m- und 5-m-Basisgeräte (Entfernungsmessgeräte)
- neues Funkmessgerät
- neuer magnetischer Eigenschutz
- Reinigung des Schiffbodens und der Außenhaut

Das Schiff wurde am 18. Dezember 1944 vor Gotenhafen durch drei Fliegerbomben schwer beschädigt und sank auf ebenem Kiel in 12 m Wassertiefe. Durch die drei Bomben kamen 28 Mann um und 53 wurden verwundet. Drei Pumpendampfer sollten anschließend das Schiff lenzen, was aber nicht gelang. Das Leck, verursacht durch eine Bombe, die das gesamte Schiff durchschlug und anschließend unter dem Kiel explodierte, war zu groß.
Am 20. Dezember brach ein Brand aus, der zwölf Stunden lang wütete und die Aufbauten nahezu vollständig zerstörte.
Am 25. Januar 1945 wurden Flagge und Wimpel zum letzten Mal niedergeholt. Der Großteil der Besatzung wurde anschließend zur Verteidigung der Marienburg eingesetzt.
Am 21. März 1945 wurde die Schleswig-Holstein bei der endgültigen Aufgabe von Gotenhafen gesprengt.

## Verbleib
Nach der Kapitulation der Wehrmacht im Mai 1945 forderte die Sowjetunion das alte Schiff als Kriegsbeute. 1946 begannen die Abdichtungsarbeiten, und es gelang, das Schiff schwimmfähig zu machen. Es wurde nach Tallinn geschleppt, in Borodino umbenannt und war kurzfristig bis 1948 als Schulschiff vorgesehen. Jedoch baute man es dort zum Zielschiff um und verankerte es vor der Insel Odensholm als Übungsobjekt. Bis 1966 wurde es als Ziel angelaufen und beschossen. Heute liegen die Überreste noch immer im ehemaligen Übungsgebiet der sowjetischen Marine bei der estnischen Insel auf Position ⊙ in 25 m Tiefe auf Grund.

## Kommandanten
| 6. Juli 1908 bis September 1910           | Kapitän zur See Franz von Holleben                |
| 15. September 1910 bis 30. September 1913 | Kapitän zur See Friedrich Boedicker               |
| 1. Oktober 1913 bis Januar 1916           | Kapitän zur See Hans Uthemann                     |
| Januar 1916 bis 2. Mai 1917               | Kapitän zur See Eduard Varrentrapp                |
| 1. Februar bis 30. September 1926         | Kapitän zur See Gottfried Hansen                  |
| 1. Oktober 1926 bis 28. September 1928    | Kapitän zur See Wilhelm Rümann                    |
| 29. September 1928 bis 25. Februar 1930   | Kapitän zur See Siegfried Massmann                |
| 26. Februar 1930 bis 29. September 1931   | Kapitän zur See Reinhold Knobloch                 |
| 5. Oktober 1931 bis 26. September 1933    | Kapitän zur See Friedrich Götting                 |
| 27. September 1933 bis 28. Februar 1935   | Kapitän zur See Karlgeorg Schuster                |
| 28. Februar bis 6. Oktober 1935           | Kapitän zur See Conrad Patzig                     |
| 7. Oktober 1935 bis 2. Mai 1937           | Kapitän zur See Günther Krause                    |
| 15. Mai 1937 bis 7. Juni 1938             | Kapitän zur See Hans Feldbausch                   |
| 8. Juni 1938 bis 25. April 1939           | Kapitän zur See Gustav Kieseritzky                |
| 26. April 1939 bis 28. August 1940        | Kapitän zur See Gustav Kleikamp                   |
| 29. August bis 20. September 1940         | Korvettenkapitän Guido Zaubzer (Wachkommando)     |
| 20. Januar bis April 1941                 | Fregattenkapitän Alfred Roegglen                  |
| April bis Mai 1941                        | Korvettenkapitän Guido Zaubzer (Wachkommando)     |
| Mai 1941                                  | Korvettenkapitän Hanns Rigauer                    |
| Mai bis Oktober 1941                      | Kapitän zur See Walter Hennecke                   |
| Oktober bis November 1941                 | Korvettenkapitän Hanns Rigauer                    |
| November 1941 bis Mai 1942                | Korvettenkapitän Helmut von Oechelhaeuser (i. V.) |
| Mai 1942                                  | Fregattenkapitän Joachim Asmus                    |
| November Mai 1942 bis 31. März 1943       | Korvettenkapitän Helmut von Oechelhaeuser (i. V.) |
| Februar 1944                              | Korvettenkapitän Walter Bach                      |
| Februar 1944 bis 25. Januar 1945          | Fregattenkapitän Reinhold Bürklen                 |

## Bekannte Besatzungsangehörige
- Christoph Aschmoneit (1901–1984), Schiffbauingenieur, führender U-Bootbauer
- Horst Biesterfeld (1906–1969), Flottillenadmiral der Bundesmarine
- Gert Jeschonnek (1912–1999), Vizeadmiral der Bundesmarine, Inspekteur der Marine
- Gerhard Kienbaum (1919–1998), Unternehmer und FDP-Politiker
- Helmut Klemm (1908–1969), Flottillenadmiral der Bundesmarine
- Günter Luther (1922–1997), Admiral der Bundesmarine
- Günter Poser (1916–2003), Abteilungsleiter beim Internationalen Militärstab der NATO
- Rolf Thomsen (1915–2003), Kommandeur der Marinedivision Nordsee